# Liste von Brücken in Hamburg/J

## J
| Foto | Name, Kurzbeschreibung | Nutzung | (Erst)Bau | Stadtteil, Lage                                           |
| ---- | --- | ------- | --------- | --------------------------------------------------------- |
|      | Jaffe-Davids-Kanal-Brücke Mit dieser Brücke quert die Straße Vogelhüttendeich den Jaffe-Davids-Kanal in Wilhelmsburg.                                                                                                 | Straße  | 1909      | Wilhelmsburg (53° 30′ 50″ N, 10° 0′ 15″ O)                |
|      | Jahnbrücke (J118) Die Jahnbrücke ist eine Straßenbrücke bei der City Nord, die für die Querung einer nicht realisierten Stadtautobahn (Nordverlängerung der A 25) gebaut wurde.                                       | Straße  | 1967      | Winterhude, Barmbek-Nord (53° 36′ 2″ N, 10° 1′ 54″ O)     |
|      | Johan-van-Valckenburgh-Brücke Die nach dem Festungsbau-Ingenieur Johan van Valckenburgh benannte Fußgängerbrücke führt über den Wallgraben im Hamburger Park Planten un Blomen. Die Brücke steht unter Denkmalschutz. | Fußweg  | 1962      | Neustadt (53° 33′ 33″ N, 9° 59′ 10″ O)                    |
|      | Jokohamabrücke Eine Fußgängerbrücke in der City Nord, die über den Überseering führt. | Fußweg  | 1975      | Winterhude (53° 36′ 9″ N, 10° 1′ 2″ O)                    |
|      | Jungfernbrücke Eine unter Denkmalschutz stehende Fußgängerbrücke, die den Zollkanal im Hamburger Hafen überquert. | Fußweg  | 1887–1888 | Hamburg-Altstadt, HafenCity (53° 32′ 43″ N, 9° 59′ 42″ O) |

- Karte mit allen Koordinaten:
- OSM |
- WikiMap